# Cantón de Châteaubourg
El cantón de Châteaubourg era una división administrativa francesa, que estaba situada en el departamento de Ille y Vilaine y la región de Bretaña.

## Composición
El cantón estaba formado por seis comunas:
- Châteaubourg
- Domagné
- Louvigné-de-Bais
- Ossé
- Saint-Didier
- Saint-Jean-sur-Vilaine

## Supresión del cantón de Châteaubourg
En aplicación del Decreto nº 2014-177 de 18 de febrero de 2014, el cantón de Châteaubourg fue suprimido el 22 de marzo de 2015 y sus 6 comunas pasaron a formar parte del nuevo cantón de Châteaugiron.